# الاكاحلة مديرية المقاطرة
الأكاحلة هي إحدى عزل (مراكز) مديرية المقاطرة. حيث تقع في الشمال الشرقي لمديرية المقاطرة وتحدها أجزاء من عزل مديرية الشمائتين محافظة تعز وأجزاء من منطقة الأحكوم مديرية حيفان.
ومن أشهر قرى الأكاحلة المسيجد والإكام وحيد البنت وهيجة الدار والنجادة و.... حيث يزيد عدد سكان عزلة الأكاحلة عن 10,000 نسمة تقريباً.
ذكرت هذه العوزلة في كتاب اليمن الجمهوري للأديب الراحل عبد الله البردوني، فقد عرف أبناء هذه العزلة بالصلابة والشجاعة والشراسة وقوة الإرادة. فقد صدوا الهجوم التركي عن مديرية المقاطرة حيث لم تخضع إلى الحكم التركي في ذلك الحين. وقد كان لأبناء هذه العزلة الدور الفاعل في انتفاضة المقاطرة ضد الحكم الامامي الغاشم في الشمال. فقد سقطت المقاطرة بيد الحكم الامامي بعد سقوط الاكاحلة والتي كانت المعقل الرئيسي والمترس المتصدي لجيش الامام يحيى وذلك بعد معركة دامت قرابة أسبوع وقد سقطت عام 1923م تقريباً. وقد كان أيضاً لأبناء هذه العزلة دور فاعل في الجبهات القتالية ضد المستعمر البريطاني في عدن.